# Bobadela (Loures)
Bobadela era una freguesia portuguesa del municipio de Loures, distrito de Lisboa.

## Geografía
Localizada en la zona oriental del municipio, la freguesia de Bobadela es atravesada por los ríos Tajo y Trancão, siendo este último el que la separa de las freguesias de Unhos y de Sacavém; al norte se encuentra la freguesia de São João da Talha.

## Historia
La freguesia fue creada el 19 de agosto de 1989 al ser segregada de la freguesia de São João da Talha y fue elevada a la categoría de vila el 4 de junio de 1997.
Fue suprimida el 28 de enero de 2013, en aplicación de una resolución de la Asamblea de la República portuguesa promulgada el 16 de enero de 2013 al unirse con las freguesias de Santa Iria de Azoia y São João da Talha, formando la nueva freguesia de Santa Iria de Azoia, São João da Talha e Bobadela.